# スチュアート・エルドリッジ

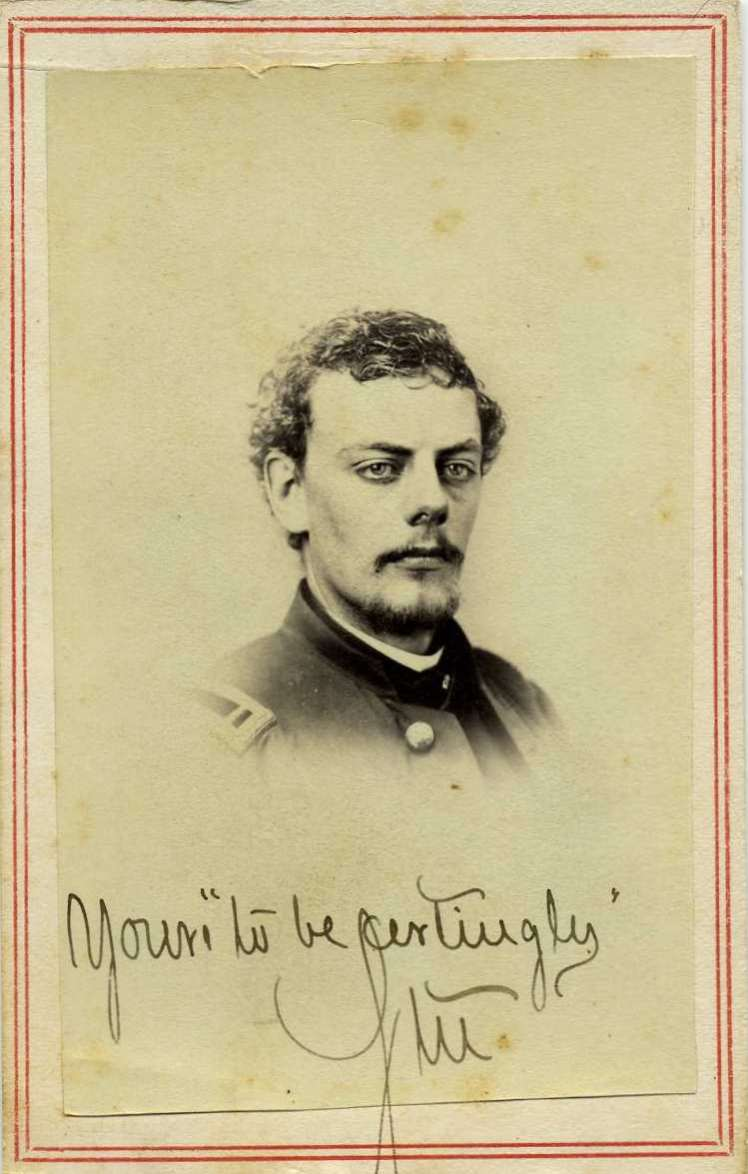
ジェームズ・スチュアート・エルドリッジ

ジェームズ・スチュアート・エルドリッジ（James Stuart Eldridge、1843年1月2日 - 1901年11月16日）は、明治時代にお雇い外国人として来日したアメリカ合衆国の医師。フィラデルフィア出身。ジョージタウン大学卒業。

## 経歴・人物
1871年（明治4年）、開拓使顧問のホーレス・ケプロンの書記官として来日した。
翌1872年（明治5年）4月に函館病院に外科部長として赴任。同年5月にケプロンの指令により、開拓使外科医長に就任したともいわれる。医学校開設を希望し、同年8月に函館医学校が設立された。函館医学校の正確な開校時期は明らかでないが、同年8月にエルドリッジが産科などの講義を行った記録がある。
1874年（明治7年）11月に函館病院を満期辞任。函館医学校についてはエルドリッジ離任後も続いたかは不明である（明治9年末まで教育が続けられたとする記録がある）。
その後、横浜に移り居留地に診療所を開設したほか、横浜十全医院（横浜市立大学医学部附属病院の前身）外科部長に招かれた。また、山手一般病院院長、アメリカ領事館衛生顧問、中央衛生委員会委員などを務めた。また日本在留の欧米人の疾病統計の仕事によって、母国に日本の解剖模型を送る等、日米の医学交流にも携わった。
1897年（明治30年）に日本政府から勲四等を贈られる。晩年の明治33年（1900年）には慈恵成医会副会長も務めた。1901年（明治34年）に亡くなると勲三等が追贈され、横浜外国人墓地に葬られた。

## 書籍
- 医学雑誌『近世医説』を発刊した[4]。